# Liste von Persönlichkeiten der Stadt Pilsen
Diese Liste enthält in Pilsen (tschechisch: Plzeň) geborene Persönlichkeiten sowie solche, die in Pilsen gewirkt haben, dabei jedoch andernorts geboren wurden. Die Liste erhebt keinen Anspruch auf Vollständigkeit.

## In Pilsen geborene Persönlichkeiten

### Bis 1800
- Václav Koranda von Pilsen (1422/24–1519), Theologe
- Johann Greifenfels von Pilsenburg (um 1598–1650), Zisterzienser und Abt mehrerer Klöster
- Wenzel Hroznata von Guttenstein (1663–1716), kaiserlicher wirklicher Geheimer und Hofkriegsrat, Generalfeldzeugmeister, Kommandant von Prag und kommandierender General im Königreich Böhmen
- Viktorín Ignác Brixi (1716–1803), Komponist, Pianist und Organist
- Ignaz Franz Platzer (1717–1787), Hofbildhauer
- Joseph Andreas Lindauer (1784–1850), Bischof von Budweis

### 1801 bis 1900
- Franz von Škoda (1801–1888), tschechisch-österreichischer Mediziner
- Josef von Škoda (1805–1881), böhmisch-österreichischer Mediziner
- Gottfried Lindauer (1839–1926), tschechisch-neuseeländischer Maler
- Emil von Škoda (1839–1900), Ingenieur und Industrieller
- Josef Finger (1841–1925), österreichischer Physiker und Mathematiker
- Vojtěch Hřímalý (1842–1908), Komponist, Geiger und Dirigent
- Jan Hřímalý (1844–1915), Geiger und Musikpädagoge
- Antonín Popp (1850–1915), Bildhauer
- Viktor Gluth (1852–1917), deutscher Komponist und Musikpädagoge
- Fritz Stattler (1867–1944), Maler
- Jaroslav Špillar (1869–1917), Maler
- Hermann Vogelstein (1870–1942), deutscher Rabbiner
- Ludwig Vogelstein (1871–1934), Industrieller und Philanthrop
- Franz Hoffmann (1872–1946), österreichischer Militärkapellmeister und Komponist
- Kamil Krofta (1876–1945), Historiker und Diplomat
- Václav Vydra (1876–1953), Schauspieler und Theaterregisseur
- Ladislaus Löwenthal (1879–1942), österreichischer Geiger und Kapellmeister
- Rudolf Baar (1880–1929), österreichischer Naturforscher, Autor und Handelsakademie-Professor
- Rudolf Karel (1880–1945), Komponist und NS-Opfer
- Emanuel Ondříček (1880–1958), Geiger, Musikpädagoge und Komponist
- Rudolf Schubert (1880–1936), kommunistischer Politiker
- Emil Lederer (1882–1939), böhmisch-österreichischer Ökonom und Soziologe
- Oskar Baum (1883–1941), deutscher Schriftsteller
- Josef Beran (1888–1969), Erzbischof von Prag
- Berthold Epstein (1890–1962), Kinderarzt
- Otto Klein (1891–1968), Mediziner und Hochschullehrer
- Fritz Härtl (1892–1974), deutscher Politiker
- Felix Tauer (1893–1981), Orientalist, Historiker und Philologe
- Fritz von Scholz (1896–1944), SS-Gruppenführer und Generalleutnant
- Friedrich Heiss (1897–1970), österreichischer völkisch-nationalistischer Publizist und Funktionär
- Jaroslav Černý (1898–1970), Ägyptologe
- Wolfgang Heinz (1900–1984), deutscher Schauspieler und Regisseur
- Laurentius Hora (1900–1977), österreichischer Ordenspriester, Naturwissenschaftler und Organist

### 1901 bis 1950
- Miloš Knobloch (1901–?), Radrennfahrer
- Eugen Lemberg (1903–1976), Soziologe
- Emil František Burian (1904–1959), Komponist, Dichter, Publizist, Sänger, Schauspieler, Musiker, Dramatiker, Regisseur und Dramaturg
- Alfred Neumann (1905–1988), österreichischer Archäologe, Museumsdirektor und Fachautor
- Václav Trojan (1907–1983), Komponist
- Annemarie Böll (1910–2004), deutsche Übersetzerin
- Ulrich W. Hütter (1910–1990), österreichisch-deutscher Ingenieur und Hochschullehrer
- František Rauch (1910–1996), Pianist und Musikpädagoge
- Věra Votrubcová (1911–1981), Tischtennisspielerin
- Gertrud Fussenegger (1912–2009), österreichische Schriftstellerin
- Jiří Trnka (1912–1969), bildender Künstler, Illustrator, Drehbuchautor und Regisseur
- Emma Outratová (1914–2000), Tennisspielerin
- Oldřich Hanč (1915–1989), Eisschnellläufer, Pharmakologe und Biochemiker
- Jan Hanč (1916–1963), Athlet und Schriftsteller
- Franz Scheer (1917–1997), österreichischer Hotelier, Cafetier, Versicherungsangestellter und Politiker
- Miroslav Horníček (1918–2003), Schauspieler, Schriftsteller, Regisseur, bildender Künstler und Theatertheoretiker
- Jiří Otter (1919–2018), evangelischer Theologe, Widerstandskämpfer, Pfarrer und Kirchenrat der Kirche der Böhmischen Brüder
- Ota Šik (1919–2004), tschechisch-schweizerischer Maler und Wirtschaftswissenschaftler
- Paul B. Weisz (1919–2012), US-amerikanischer Chemiker
- Miroslav Zikmund (1919–2021), Weltreisender und Schriftsteller
- Vlasta Depetrisová (1920–2003), Tischtennisspielerin
- Vladimír Hönig (1920–1999), Fußballspieler
- Sylva Langová (1921–2010), Schauspielerin
- Maria Zelzer (1921–1999), Historikerin und Archivarin
- Bohumil Soudský (1922–1976), Prähistoriker
- Karel Černý (1922–2014), Artdirector und Szenenbildner
- Miroslav Holub (1923–1998), Dichter und Arzt
- Miloslav Bělohlávek (1923–2006), Historiker und Archivar
- Bedřich Barták (1924–1991), Maler, Kostümbildner, Bühnenbildner, Grafiker und Restaurator
- Roman Bek (* 1924), Philosoph und Dozent
- Vladimír Bauer (1925–1991), Sänger
- Oldřich Flosman (1925–1998), Komponist
- Jan Heller (1925–2008), evangelischer Theologe und Hochschullehrer
- Luboš Hruška (1927–2007), Soldat
- Zuzana Růžičková (1927–2017), Cembalistin
- Věra Kohnová (1929–1942), KZ-Opfer
- Václav Štekl (1929–1994), Schauspieler
- Robert K. Furtak (1930–2022), deutscher Politikwissenschaftler und Hochschullehrer
- Vladimír Čechura (1931–2013), Eishockeyspieler und -trainer
- Kurt Dietmar Richter (1931–2019), deutscher Komponist und Dirigent
- Jiří Suchý (* 1931), Schauspieler
- Karla Erbová (1933–2024), Dichterin
- Josef Vojta (1935–2023), Fußballspieler
- Jan Vlachý (1937–2010), Informationswissenschaftler
- Werner Röder (1938–2016), Historiker und Leiter des IfZ in München
- Karel Gott (1939–2019), Schlagersänger
- Peter Grünberg (1939–2018), deutscher Physiker
- Rudolf Schejbal (1940–1999), Radrennfahrer
- Jan Stráský (1940–2019), Politiker
- Max Köhler (1942–2015), deutscher Maler und Fotograf
- Karel Štark (* 1942), Radrennfahrer
- Vaclav Smil (* 1943), US-amerikanischer Professor
- Daniel Strož (* 1943), tschechischer Politiker
- Antonín Matzner (1944–2017), Musikhistoriker, Jazzautor, Musikproduzent und Dramaturg
- František Plass (1944–2022), Fußballspieler und -trainer
- Jaroslav Škarvan (1944–2022), Handballtorwart
- Jiří Adámek (* 1947), Mathematiker, Informatiker und Hochschullehrer
- František Lobkowicz (1948–2022), katholischer Bischof von Ostrau-Troppau
- Pavel Nový (* 1948), Schauspieler
- Milan Kajkl (1950–2014), Eishockeyspieler

### 1951 bis 1970
- Čestmír Fous (* 1952), Eishockeytorhüter
- Jarmila Nygrýnová (1953–1999), Weitspringerin
- Vítězslav Ďuriš (* 1954), Eishockeyspieler
- Jindřich Panský (* 1960), Tischtennisspieler
- Jan Kohout (* 1961), Diplomat und Politiker
- Jaroslav Šilhavý (* 1961), Fußballspieler und -trainer
- Martin Pavlu (* 1962), italienischer Eishockeyspieler
- Radomír Šimůnek senior (1962–2010), Querfeldein-Radsportler
- Josef Řezníček (* 1966), Eishockeyspieler
- Michal Tonar (* 1966), Handballspieler und -trainer
- Václav Mandous (* 1969), Eishockeyspieler
- Robert Jelinek (* 1970), österreichischer Künstler
- Daniel Šmejkal (* 1970), Fußballspieler und -trainer

### 1971 bis 1980
- Lubor Tesař (* 1971), Radrennfahrer
- Martin Straka (* 1972), Eishockeyspieler
- Aleš Jindra (* 1973), Fußballspieler und -trainer
- Dagmar Damková (* 1974), Fußballschiedsrichterin und Sprachlehrerin
- Robert Vágner (* 1974), Fußballspieler
- Radek Vít (* 1974), deutsch-tschechischer Eishockeyspieler
- Michal Mařík (* 1975), Eishockeytorhüter
- Tomáš Ortel (* 1975), rechtsextremer Sänger und Schlagzeuger
- Jan Štochl (* 1975), Handballspieler
- Petr Stoilov (* 1975), Fußballspieler
- Jan Velkoborský (* 1975), Fußballspieler
- Pavel Vít (* 1975), deutsch-tschechischer Eishockeyspieler
- Patrik Ježek (* 1976), Fußballspieler
- Jiří Kozák (* 1976), Politikwissenschaftler und Politiker
- Jiří Mužík (* 1976), Leichtathlet
- Petr Štochl (* 1976), Handballspieler
- Petr Sýkora (* 1976), Eishockeyspieler
- Pavel Trnka (* 1976), Eishockeyspieler
- Karel Nocar (* 1977), Handballspieler
- Sylvia Plischke (* 1977), österreichische Tennisspielerin
- Alois Mráz (* 1978), Handballspieler
- David Petrlík (* 1978), Jurist
- Petr Smíšek (* 1978), Fußballspieler
- Adam Homolka (* 1979), Radrennfahrer
- Daniel Huňa (* 1979), Fußballspieler
- Václav Neužil (* 1979), Schauspieler
- Jaromír Šimr (* 1979), Fußballspieler
- Pavel Šmolík (* 1979), Organist, Chorleiter und Dirigent
- Milan Kraft (* 1980), Eishockeyspieler
- Lenka Zdeborová (* 1980), Physikerin, Informatikerin und Hochschullehrerin

### 1981 bis 1990
- Jiří Hynek (* 1981), Handballspieler
- Petr Čech (* 1982), Fußballtorhüter
- Filip Jícha (* 1982), Handballspieler und -trainer
- Michal Kesl (* 1982), Radrennfahrer
- Václav Vraný (* 1982), Handballspieler
- Michal Daněk (* 1983), Fußballtorhüter
- Kateřina Emmons (* 1983), Sportschützin
- Pavel Fořt (* 1983), Fußballspieler
- David Limberský (* 1983), Fußballspieler
- Jan Stehlík (* 1985), Handballspieler
- Sandra Záhlavová (* 1985), Tennisspielerin
- Andrea Hlaváčková (* 1986), Tennisspielerin
- Jiřina Ptáčníková (* 1986), Stabhochspringerin
- Aleš Razým (* 1986), Skilangläufer
- Barbora Záhlavová-Strýcová (* 1986), Tennisspielerin
- Pavel Čmovš (* 1990), Fußballspieler
- Pavel Francouz (* 1990), Eishockeytorwart
- Jan Lecjaks (* 1990), Fußballspieler
- Lukáš Nový (* 1990), Fußballspieler
- Andrej Šustr (* 1990), Eishockeyspieler

### 1991 bis 2000
- Kristýna Petrová (* 1992), Schachspielerin
- Roman Will (* 1992), Eishockeytorwart
- Jan Blecha (* 1993), Handballspieler
- Denis Rugovac (* 1993), Radsportler
- Jakub Klášterka (* 1994), Autorennfahrer
- Radek Šlouf (* 1994), Kanute
- Dominik Kubalík (* 1995), Eishockeyspieler
- David Němeček (* 1995), Eishockeyspieler
- Markéta Jeřábková (* 1996), Handballspielerin
- Lukáš Provod (* 1996), Fußballspieler
- Kateřina Svitková (* 1996), Fußballspielerin
- Katka Dresslerová (* 1998), Handballspielerin
- Julie Franková (* 2000), Handballspielerin
- Robin Hranáč (* 2000), Fußballspieler
- Petr Kelemen (* 2000), Radrennfahrer
- Tomáš Piroch (* 2000), Handballspieler
- Petra Ševčíková (* 2000), Radrennfahrerin

### Ab 2001
- Jonáš Forejtek (* 2001), Tennisspieler
- Linda Suchá (* 2001), Leichtathletin
- Adéla Holubová (* 2002), Mountainbikerin
- Petra Sičaková (* 2003), Speerwerferin
- Kristýna Burlová (* 2004), Radrennfahrerin
- Simona Schreibmeierová (* 2005), Handballspielerin
- Viktorie Jánská (* 2006), Leichtathletin

## Bekannte Einwohner von Plzeň
- Wenzel II. (1271–1305), böhmischer König; Gründer Pilsens
- Jan Žižka (1360–1424), bedeutendster Heerführer der Hussiten; wirkte 1419–1420 im hussitischen Pilsen und versuchte später wiederholt erfolglos, die zum Katholizismus zurückgekehrte Stadt einzunehmen
- Václav Koranda († 1453), radikaler hussitischer Geistlicher; wirkte bis 1420 in Pilsen
- Hilarius von Leitmeritz (1412/1413–1468), Administrator des Erzbistums Prag und Päpstlicher Legat
- Rudolf II. (1552–1612), Kaiser des Heiligen Römischen Reichs; siedelte 1599–1600 mit seinem Hofstaat in Pilsen
- Ernst von Mansfeld (1580–1626), General der Stände-Armee im Dreißigjährigen Krieg; nahm die Stadt 1618 ein und okkupierte sie mit drastischen Folgen bis 1621
- Jan van der Croon (1600–1665), kaiserlicher Stadtkommandant von 1645 bis 1650, baute die Verteidigungsanlagen der Stadt aus
- Sebastian Willibald Schießler (1790–1867), Schriftsteller, Ehrenbürger der Stadt
- Josef Kajetán Tyl (1808–1856), Dramatiker; starb in Pilsen
- Bedřich Smetana (1824–1884), Komponist; studierte in Pilsen
- Joseph Groll (1813–1887), Braumeister
- František Křižík (1847–1941), Industrieller und Erfinder; erfand in Pilsen einen neuen Typ der Bogenlampe, gründete eine elektrotechnische Fabrik und ist Urheber der ersten Pilsener elektrischen Straßenbahn
- Karel Klostermann (1848–1923), Schriftsteller; lehrte in Pilsen an der deutschen Realschule; begraben in Pilsen
- Josef Skupa (1892–1957), Puppenspieler, Schöpfer der Marionetten Spejbl und Hurvínek; lebte und wirkte in Pilsen